# William Houck
William Russell Houck (ur. 26 czerwca 1926 w Mobile, Alabama, zm. 9 marca 2016 w Jackson w Missisipi) – amerykański duchowny katolicki, biskup Jackson w latach 1984-2003.

## Życiorys
Święcenia kapłańskie otrzymał 19 maja 1951 i inkardynowany został do ówczesnej diecezji Mobile. 
28 marca 1979 papież Jan Paweł II mianował go biskupem pomocniczym diecezji Jackson ze stolicą tytularną Alexanum. Sakry udzielił mu papież Jan Paweł II. 
11 kwietnia 1984 został mianowany ordynariuszem Jackon. 
Na emeryturę przeszedł 3 stycznia 2003.